# Бруклин 9-9 (сезон 7)
Премьера седьмого сезона ситкома «Бруклин 9-9» состоялась 6 февраля 2020 года на американском телеканале NBC; заключительная серия сезона вышла в эфир 23 апреля 2020 года. Седьмой сезон состоял из 13 эпизодов.

## Актеры и персонажи
| - Энди Сэмберг — Джейк Перальта - Стефани Беатрис — Роза Диас - Терри Крюс — Терри Джеффордс - Мелисса Фумеро — Эми Сантьяго - Джо Ло Трульо — Чарльз Бойл - Челси Перетти — Джина Линетти - Андре Брауэр — Рэймонд Холт - Дирк Блокер — Майкл Хичкок - Джоэл Маккиннон Миллер — Норман Скалли |

## Эпизоды
| № общий | № в сезоне | Название                                           | Режиссёр         | Автор сценария                     | Дата премьеры   | Произв. код | Зрители в США (млн) |
| --- | ---------- | -------------------------------------------------- | ---------------- | ---------------------------------- | --------------- | ----------- | ------------------- |
| 131 | 1          | «Manhunter» «Облава»                               | Кортни Каррильо  | Дэвид Филлипс                      | 6 февраля 2020  | 701         | 2,66                |
| Джейк возглавляет операцию по поиску стрелка, сбежавшего после покушения на члена городского совета. Он разрешает своему бывшему капитану Холту, пониженному до звания патрульного офицера, присоединиться к расследованию, однако жалеет о своём решении после того, как Холт берёт инициативу в свои руки и оттесняет Перальту на второй план. Тем временем, Эми переживает о том, что может быть беременна, и просит Розу купить ей тест. |            |                                                    |                  |                                    |                 |             |                     |
| 132 | 2          | «Captain Kim» «Капитан Ким»                        | Люк Дель Тредичи | Кэрол Колб                         | 6 февраля 2020  | 702         | 1,99                |
| Новым капитаном участка становится Джули Ким, которая сразу вызывает симпатию и доверие у всех членов команды, кроме Джека и Холта. Они подозревают нового капитана в связи с их злейшим врагом Мэделин Вунч и решают вывести её на чистую воду на вечеринке, организованной Ким в собственном доме. Роза дарит Чарльзу кожаную куртку, и тот начинает чувствовать себя крутым бунтарём Чаком, а Терри, узнав в одном из официантов на вечеринке бывшего преступника, отсидевшего свой срок, начинает подозревать, что тот хочет его отравить. |            |                                                    |                  |                                    |                 |             |                     |
| 133 | 3          | «Pimemento» «Пимементо»                            | Майкл Макдональд | Джастин Ноубл                      | 13 февраля 2020 | 703         | 1,79                |
| Эдриан Пименто обращается за помощью к Джейку и Чарльзу, поскольку уверен, что его хотят убить, однако дело осложняется тем, что Пименто страдает потерей кратковременной памяти. Тем временем остальная часть команды вынуждена участвовать в скучном семинаре, посвящённом конфликтам на работе, который превращается в высказывание личных претензий друг к другу. |            |                                                    |                  |                                    |                 |             |                     |
| 134 | 4          | «The Jimmy Jab Games II» «Джимми Джабовые игры II» | Нил Кэмпбелл     | Ванесса Рамос                      | 20 февраля 2020 | 704         | 1,85                |
| Чтобы доказать самому себе и окружающим, что он все ещё не повзрослел, Джейк вновь устраивает Джимми Джабовые игры. Бойл, который становится ведущим мероприятия, пытается помочь Дебби, новой сотруднице участка, стать менее стеснительной, что приводит к неожиданным последствиям. Холт в пылу соревнования случайно обижает Розу, а Хичкок, чтобы выиграть, использует допинг — огромное количество таблеток, которыми лечится Скалли. |            |                                                    |                  |                                    |                 |             |                     |
| 135 | 5          | «Debbie» «Дебби»                                   | Клэр Скэнлон     | Марси Жарро                        | 27 февраля 2020 | 705         | 1,74                |
| Дебби оказывается под арестом после того, как выясняется, что именно она украла кокаин и оружие из хранилища участка, чтобы продать их крупному криминальному авторитету. Тем не менее, бывшая коллега отказывается раскрывать местоположение украденного, поэтому Джейк и Роза решают прикинуться коррумпированными полицейскими, устроить для Дебби побег и попросить свести их с её нанимателем. Однако план детективов рушится после того, как Дебби принимает кокаин и начинает угрожать им оружием. Тем временем, для того, чтобы отыскать друзей, Эми и Холт изучают дневники Дебби и устраивают во время этого соревнование по скорочтению.                                          |            |                                                    |                  |                                    |                 |             |                     |
| 136 | 6          | «Trying» «Попытки»                                 | Ким Нгуйен       | Эван Сассер и Ван Робишо           | 5 марта 2020    | 706         | 1,82                |
| Джейк и Эми в течение шести месяцев пытаются зачать ребёнка, они используют разные тактики и стратегии, но никак не могут добиться успеха. Холт просит Терри предоставить ему другой участок для патрулирования; Чарльз и Роза тайно разводят морских свинок в участке; а Хичкок в день своего развода находит новую любовь. |            |                                                    |                  |                                    |                 |             |                     |
| 137 | 7          | «Ding Dong» «Динь-Дон»                             | Клэр Скэнлон     | Джесс Дуэк                         | 12 марта 2020   | 707         | 2,12                |
| Мэделин Вунч, заклятый враг Холта, умирает, и её последняя воля заключается в том, чтобы Рэймонд устроил её похороны и прочитал надгробную речь. Эми и Роза помогают Холту написать речь, не состоящую из одних оскорблений, однако карьера бывшего капитана вновь оказывается под угрозой, кода он выясняет, что не был единственным врагом Вунч. Чарльз и Терри узнают, что у Джейка есть билеты на премьеру любимого мультфильма их детей, и начинают нечестную борьбу за них. Эми узнаёт, что беременна. |            |                                                    |                  |                                    |                 |             |                     |
| 138 | 8          | «The Takeback» «Возвращение»                       | Майкл Макдональд | Деуэйн Перкинс                     | 19 марта 2020   | 708         | 2,32                |
| Джейк случайно узнаёт о предстоящей свадьбе Дага Джуди и обижается на него, поскольку не оказался в числе приглашённых. Чтобы загладить вину перед другом, Джуди приглашает Перальту на мальчишник в Майами. В компании Дага оказываются преступники, которые крадут бриллианты на сумму 10 миллионов долларов но, узнав о том, что Джейк — коп и испугавшись ареста, заставляют его и Дага Джуди провернуть «обратное ограбление». Холт возвращается на должность капитана участка и обнаруживает, что Терри случайно выбросил очень важную для него вещь. Эми, Чарльз, Хичкок и Скалли заняты выбором нового автомат с едой.                                                               |            |                                                    |                  |                                    |                 |             |                     |
| 139 | 9          | «Dillman» «Диллман»                                | Кира Седжвик     | Пол Уэлш и Мадлен Уолтер           | 26 марта 2020   | 709         | 2,14                |
| Бомба из блёсток взрывается на столе Джейка и уничтожает важнейшую улику по текущему делу. Для того чтобы расследовать это преступление, Холт приглашает в участок Фрэнка Диллмана — лучшего детектива из всех, которых он знает. Однако Джейк, желая доказать самому себе и капитану, что именно он лучший детектив, пытается раскрыть дело самостоятельно. |            |                                                    |                  |                                    |                 |             |                     |
| 140 | 10         | «Admiral Peralta» «Адмирал Перальта»               | Линда Мендоза    | Нил Кэмпбелл                       | 2 апреля 2020   | 710         | 2,06                |
| Джейк устраивает вечеринку, посвящённую объявлению пола своего будущего ребёнка. Он приглашает на неё отца и деда, давно не общающихся друг с другом, чтобы помирить их и снять «отцовско-сыновье проклятие», преследующее семью Перальта. Эми и Роза пытаются найти ключевого свидетеля по делу, которое вели Хичкок и Скалли. Холт помогает Терри подготовиться к прослушиванию для поступления в оркестр нью-йоркской полиции. |            |                                                    |                  |                                    |                 |             |                     |
| 141 | 11         | «Valloweaster» «Пасхальное ограбление»             | Мэтью Ноделла    | Люк Дель Тредичи и Джефф Топольски | 9 апреля 2020   | 711         | 2,04                |
| Целью очередного хэллоуинского ограбления становятся поддельные камни бесконечности. На этот раз все участники разбиваются на пары и приковываются друг к другу наручниками: Чарльз оказывается в паре с Эми, Джейк — с Холтом, Роза — со Скалли, а Терри отказывается участвовать в ограблении. Однако собака Холта Чеддер случайно съедает камни, и ограбление приходится перенести на День святого Валентина, а когда в День святого Валентина камни проглатывает Скалли, ограбление переносится на Пасху. |            |                                                    |                  |                                    |                 |             |                     |
| 142 | 12         | «Ransom» «Выкуп»                                   | Ребекка Эшер     | Ник Пердью и Бо Роулинс            | 16 апреля 2020  | 712         | 2,05                |
| Неизвестный похищает Чеддера, любимую собаку капитана, и требует, чтобы выкуп за него принес муж Холта Кевин. Капитан просит Джейка отправиться на встречу с преступником вместо Кевина. Тем временем, Роза участвует в соревновании, чтобы выиграть коляску для Эми, а Чарльз и Терри пытаются открыть бизнес по изготовлению и продаже лечебного бульона. |            |                                                    |                  |                                    |                 |             |                     |
| 143 | 13         | «Lights Out» «Отключение света»                    | Дэн Гур          | Дэн Гур и Люк Дель Тредичи         | 23 апреля 2020  | 713         | 2,24                |
| Во всем Бруклине происходит отключение электричества. Поскольку Холт и Терри в этот момент застревают в лифте, командование участком берёт на себя Эми, у которой отходят воды. Узнав о том, что его жена вот-вот родит, Джейк и Чарльз, находящиеся на задании, всеми силами пытаются добраться до Эми к рождению ребёнка, однако весь город стоит в пробках, и им приходиться просить помощь у давнего соперника Чарльза. Тем временем, Эми до последнего отказывается ехать в больницу и ей приходится рожать в участке с помощью пожарных, Розы, Хичкока и Скалли. Джейк добирается до участка вовремя и успевает на рождение своего сына по имени Мак (сокращение от фамилии Макклейн). |            |                                                    |                  |                                    |                 |             |                     |